# Фивейский, Фёдор Дмитриевич
Фёдор Дмитриевич Фивейский (24 июля 1931, Москва, РСФСР, СССР — 15 декабря 2017, Москва, Россия) — советский и российский скульптор. Член Союза художников СССР.

## Биография
Родился в Москве в 1931 г. в семье драматических артистов. Его отец — Дмитрий Павлович Фивейский (1906—1973), актёр, заслуженный артист РСФСР.  Ф.Фивейский жил в семье отца и его второй жены — актрисы Вероники Полонской.
В 1940—1949 годах учился в Хореографическом училище при Государственном Академическом Большом театре Союза ССР.
В 1949—1951 годах работал артистом балета в труппе Государственного Академического Большого театра СССР.
Одновременно с работой в Большом театре Фивейский заинтересовался скульптурой. Проработав два года, 20-летний Фёдор Фивейский решает рискнуть, и без подготовки сдаёт вступительные экзамены в МГХИ им. В. И. Сурикова. Получив высокие баллы, он был принят в 1951 г. на факультет скульптуры, где до 1957 г. учился в мастерской М. Г. Манизера.
С 1957 года начал участвовать в выставках. Его дипломная работа «Сильнее смерти», изображающая советских военнопленных, была показана на VI Всемирном фестивале молодежи и студентов в Москве, жюри присудило ей золотую медаль, в 1958 скульптура экспонировалась на Всемирной выставке в Брюсселе. Фивейский получил за эту скульптуру Почетный диплом.

Также работа экспонировалась на Всесоюзной выставке к 40-летию Октября, где была отмечена как одно из выдающихся произведений современной скульптуры, и на выставке в честь 40-летия ленинского комсомола. 
В группе три фигуры. Все трое — борцы за свои убеждения, готовые умереть за них, смело смотрящие смерти в глаза. Выражения лиц, позы, напряженность фигур, трактовка форм сильных молодых тел, сопротивляющихся физическим страданиям (обратите внимание на правую фигуру измученного пыткой, но все еще упорного человека) — все говорит о мужестве этих людей. Художник не уточняет сюжет излишней повествовательностью: каждому и так ясно, что эти образы навеяны героикой Великой Отечественной войны и выражают духовную силу и стойкость советских людей. — Ермонская В.В
Композиция «Сильнее смерти» была установлена в Освенциме, но в постсоветский период была изъята из экспозиции.
С 1958 года член СХ СССР.
Рабочая модель памятника первому космонавту Ю. А. Гагарину была создана Фивейским в конце 70-х годов.
Высота скульптуры из гипса — 109 см. Модель выполнена автором в гипсе, также к модели сохранились фотографии архитектурного проекта.
За 60 с лишним лет творческой деятельности Ф. Фивейским создано множество портретов творческой интеллигенции: В.Маяковского, М.Плисецкой, В.Васильева, Г. С. Улановой, А. Н. Ермолаева, Дина Рида, Р. Рождественского и многих других. Среди многих работ автора в мемориальном комплексе на Новодевичьем кладбище в Москве, можно выделить надгробие Г. С. Улановой, открытое в июне 2001 г.
Умер 15 декабря 2017 года. Похоронен в Москве на Химкинском кладбище.

## Работы
- 1957 г. — Композиция «Сильнее смерти»[5]
- 1960 г. — «Распятый» (Рядовой Юрий Смирнов)
- 1963 г. — «Проводы»
- 1963 г. — проект памятника первооткрывателю Аляски Шелихову (для г. Иркутска)
- Проект памятника А. П. Чехова в Москве (3-я премия, 1-я премия не присуждалась)
- 1964 г. — портрет балерины
- 1965 г. — надгробие Н.а. СССР А. Н. Ермолаеву
- 1965 г. — портрет поэта Р. Рождественского
- 1965 г. — надгробие мальчику (Серёже Щербакову)
- 1970 г. — портрет Дина Рида
- 1970 г. — Бюст «Портрет артиста балета А. Н. Ермолаева»[6]
- 1970 г. — рабочая модель памятника первому космонавту Ю. А. Гагарину
- 1973 г. — портрет А. Томского
- 1980 г. Памятник ополченцам Пролетарского района (совместно с Н. Г. Скрынниковой)
- 2001 г.- Памятник на могиле Галины Улановой[3][7][8] из шеньхуаньского мрамора из Китая[9]
- Барельефы на тему обороны Москвы в 1941 году на станции метро Дмитровская

## Выставки
2005 коллективная выставка «Грани великой победы». Государственный центральный музей современной истории России. Москва. Россия

## Коллекции
Работы Ф.Д.Фивейского находятся в Третьяковской галерее, Русском музее, Театральном музее им. А.А. Бахрушина, музее ГАБТ, Красноярском художественном музее имени В. И. Сурикова, Музейно-выставочном центре «РОСИЗО»

## Оценка творчества
Работы отличаются большим психологическим содержанием и общественным пафосом, заключают в себе целый мир страстей и переживаний и требуют самого внимательного и вдумчивого рассматривания.
«Сильнее смерти». Очень глубокая вещь, которая меня потрясла. На мой взгляд, никто еще не создал лучшей скульптуры на патриотическую тему. — скульптор Виктор Фетисов
Произведение скульптора Ф. Фивейского «Сильнее смерти» — один из примеров ее удачного решения в советском искусстве 50-х годов.